# Avenida Circunvalación José Hernández
Avenida Circunvalación José Hernández es una autopista en la ciudad de Paraná la cual forma parte de los accesos de la ciudad de Paraná. Su extensión es de 6 km, su construcción fue paralizada en el 2004, debido al asentamiento irregular de intrusos en la traza, por esto, quedó un gran baldío. La autopista inicia en Avenida Francisco Ramírez y termina en un puente sin salida sobre Avenida Almafuerte, debería terminar en el enlace vial de acceso cercano a la ciudad de San Benito, en las intersecciones de Avenida Jorge Newbery y la Ruta Nacional 12. En 2014, junto con la obra de ampliación de Av. Almafuerte (la cual en ese entonces estaba en su etapa final) se comenzó con la continuación de esta importante carretera. En 2020, se continuó con la obra con un plazo de ejecución de 3 años de duración, a concluirse para el año 2023.

## Intersecciones
De centro-norte a sur:
- Enlace viario de acceso al Túnel subfluvial Raúl Uranga – Carlos Sylvestre Begnis
- Avenida Blas Parera
- Avenida Don Bosco
- Calle Almirante Guillermo Brown
- Avenida Churruarín
- Calle Francia
- Avenida Almafuerte

## Transporte
- 5: desde Av. Churruarín hasta Alte. Brown y viceversa (IDA y VUELTA)
- 7: desde Av. Don Bosco hasta Alte. Brown (IDA)
- 16: desde Enlace viario al Túnel Subfluvial hasta Av. Blas Parera y viceversa (IDA y VUELTA)
- 20: desde Av. Almafuerte hasta Av. Don Bosco y viceversa (IDA y VUELTA)
- AN: desde Au. Acceso Norte Rep. de Entre Ríos hasta Alte. Brown y viceversa (IDA y VUELTA)